# 第32回バスケットボール日本リーグ
第32回バスケットボール日本リーグは、1998年から1999年にかけて開催されたバスケットボール日本リーグ（JBL）である。

## 参加チーム

### 1部
タイガーディビジョン
- トヨタ自動車ペイサーズ
- 東芝レッドサンダース
- 三菱電機ドルフィンズ
- NKKシーホークス
- 三井生命ファルコンズ
- アイシン精機シーホース

クーガーディビジョン
- いすゞ自動車ギガキャッツ
- 大和証券グループ本社ホットブリザーズ
- 松下電器パナソニックスーパーカンガルーズ
- ゼクセルブルーウィンズ
- 日立大阪ヘリオス
- デンソーフープギャング

### 2部
- 愛知機械レッドウルブズ
- 日立本社ライジングサン
- 丸紅トレーダーズ
- 豊田通商ファイティングイーグルス
- 所沢ブロンコス
- 東京海上ビッグブルー

## 結果

### レギュラーシーズン順位
タイガーディビジョン
| 順位 | チーム名               | 勝敗    |
| ---- | ---------------------- | ------- |
| 1    | 東芝レッドサンダース   | 14勝2敗 |
| 2    | 三菱電機ドルフィンズ   | 11勝5敗 |
| 3    | トヨタ自動車ペイサーズ | 9勝7敗  |
| 4    | アイシン精機シーホース | 9勝7敗  |
| 5    | NKKシーホークス        | 7勝9敗  |
| 6    | 三井生命ファルコンズ   | 2勝14敗 |

クーガーディビジョン
| 順位 | チーム名                                 | 勝敗    |
| ---- | ---------------------------------------- | ------- |
| 1    | いすゞ自動車ギガキャッツ                 | 15勝1敗 |
| 2    | 松下電器パナソニックスーパーカンガルーズ | 9勝7敗  |
| 3    | 大和証券ホットブリザーズ                 | 8勝8敗  |
| 4    | ゼクセルブルーウィンズ                   | 6勝10敗 |
| 5    | 日立大阪ヘリオス                         | 4勝12敗 |
| 6    | デンソーフープギャング                   | 2勝14敗 |

### 最終順位
1部
| 順位 | チーム名                                 |
| ---- | ---------------------------------------- |
| 1    | いすゞ自動車ギガキャッツ                 |
| 2    | 東芝レッドサンダース                     |
| 3    | 松下電器パナソニックスーパーカンガルーズ |
| 3    | 大和証券ホットブリザーズ                 |
| 5    | 三菱電機ドルフィンズ                     |
| 6    | トヨタ自動車ペイサーズ                   |
| 7    | アイシン精機シーホース                   |
| 8    | ゼクセルブルーウィンズ                   |
| 9    | NKKシーホークス                          |
| 10   | 日立大阪ヘリオス                         |
| 11   | 三井生命ファルコンズ                     |
| 12   | デンソーフープギャング                   |

2部
| 順位 | チーム名                         |
| ---- | -------------------------------- |
| 1    | 愛知機械レッドウルブズ           |
| 2    | 日立本社ライジングサン           |
| 3    | 丸紅トレーダーズ                 |
| 4    | 豊田通商ファイティングイーグルス |
| 5    | 東京海上ビッグブルー             |
| 6    | 所沢ブロンコス                   |

## JBLアウォード
MVP
- ルシアス・デービス（いすゞ自動車）

ルーキー・オブ・ザ イヤー
- 該当者無し

コーチ オブ ザ イヤー
- 小浜元孝（いすゞ自動車）

ベスト5
- 佐古賢一（いすゞ自動車）
- 北卓也（東芝）
- スティーブ・バード（東芝）
- ルシアス・デービス（いすゞ自動車）
- 山崎昭史（松下電器）

特別賞
- 陸川章（NKK）